# Al-Ádil Kitbuga egyiptomi szultán
Al-Ádil Kitbuga, trónra lépése előtt Zajn ad-Dín Kitbuga al-Manszúri, eredeti, mongol nevén Kitboga (1245 k. – Szíria, Hamá, 1303) az egyiptomi türk (elterjedt, de pontatlan elnevezéssel bahri) mamlúkok tizedik szultánja volt (uralkodott 1294. december 3-ától 1296 novemberéig). Teljes titulusa al-Malik al-Ádil, melynek jelentése: „az igazságos király”.
A mamlúkok között különleges módon nem kelet-európai török, hanem mongol származású volt, és nem rabszolgaként, hanem hadifogolyként került Kairóba. Hülegü seregében szolgált, amikor 1260-ban az első homszi csata során fogságba esett körülbelül tizenöt esztendős korában. Az 1279-től szultáni rangot viselő Kaláún al-Alfi udvartartásába került, tőle örökölte nevét (al-Manszúri).
1293 decemberében jutott nagyobb szerephez, amikor Kaláún fiát, al-Asraf Halílt meggyilkolta az alkirály, Bajdara: Kitbuga vezette a Gízában meggyilkolt szultán cserkesz (lakhelyükről burdzsinak nevezett) embereit annak meggyilkolására. Mivel azonban Bajdara mostohaapja, Szandzsar as-Sudzsái al-Manszúri a fellegvár parancsnokaként megakadályozta visszatérését a Nílus túlpartjára, kénytelen volt kiegyezni vele: a két Manszúri megosztozott a hatalmon, és Halíl szultán kilencéves öccsét, an-Nászir Muhammadot nevezték ki szultánnak. A kettős uralom nem sokáig tartott: a cserkeszekre támaszkodó Szandzsar már 1294 januárjában megpróbált végezni a Kitbugával, azonban terve kudarcot vallott, és végül lefejezték. (A konfliktus oka az volt, hogy a török mamlúkokat maga pártjára állító Kitbuga rejtegette a Halíl szultán meggyilkolásában kulcsszerepet játszó Ládzsín al-Manszúrit.) Szandzsar bukása után Kitbuga bebörtönzésekkel és száműzésekkel igyekezett meggyengíteni az asrafijját, majd a ramadánt záró ünnepség alkalmával a gyermek szultán elé vezette Ládzsínt, és an-Nászir Muhammad megbocsátott neki. Az eset a cserkeszek lázadásához vezetett, ám Kitbuga kíméletlenül leverte őket. Így már semmi sem akadályozhatta meg a mongol mamlúk hatalomátvételét, melyre al-Hákim abbászida kalifa, a legfontosabb vallás- és jogtudósok és emírek áldásával 1294. december 3-án került sor.
Kitbuga az al-Ádil nevet felvéve lett szultán, uralkodása azonban nem egészen két évig tartott; eközben a lemondatott an-Nászir Muhammad a fellegvárban volt elzárva, miközben rangjának kijáró ellátásban részesült. A mongol származású uralkodó bukását közvetetten honfitársai váltották ki, ugyanis befogadta a Gázán kán elől menekülő ojrat mongolokat, és a palesztinai partvidéken telepítette le őket (nyilván védelemként az esetleges újabb keresztes hadjáratok ellen). A törzs vezetőit 1296 február–márciusában ünnepélyesen fogadta Kairóban, majd még abban az évben meglátogatta szíriai birtokait, Damaszkuszt és Homszot. 1296 novemberében a saját pozícióikat féltő törökök élére álló Ládzsín vezetésével a hazatérő szultán életére törtek, aki sikeresen Damaszkuszba menekült. Sikerült megállapodnia a trónt magának megszerző Ládzsínnal, így az megkímélte életét, és Hamá kormányzójává nevezte ki. Ilyen minőségben hunyt el 1303-ban.